# 深町絵里
深町 絵里（ふかまち えり、1981年11月21日 - ）は、日本のラジオDJ、ラジオパーソナリティ。
大分県大分市出身。血液型はA型。

## 来歴
関西学院大学法学部法律学科を卒業。
大学卒業後の2005年春、地元大分のテレビ大分（TOS）のリポーターでキャリアをスタート。
2006年にはFM大分にてラジオDJとしてデビュー。その後も約10年に渡り、テレビ・ラジオの現場を中心に、イベントMCやナレーターとして活動した。
地元の音楽文化発展のため、ライブイベント・DJイベントの主催や高校生バンドコンテストの企画、CDショップのフリーペーパーの発行等にも積極的に携わる。
UKロック好きが高じて、2014年からロンドンに留学していた。語学学校に通う一方で、ライブハウスとフェス会場、パブに入り浸る生活を送り、イギリスの音楽と文化に触れるようになった。
帰国後の2016年春から拠点を大阪に移す。1年間NHK-FMの音楽番組を担当した後、2017年春からFM802のDJとなった。

## 人物
同じ大分市出身の深津絵里と名前をよく間違えられることが多いという。

## 出演番組

### 現在
- THE OVERSEAS（FM802、2023年4月 - ）
- RADIO ANTHEMS（FM802・FM COCOLO、2025年4月 - ）

### 過去

#### テレビ番組
- ハロー大分（テレビ大分）
- ほっとはーと大分（テレビ大分）

#### ラジオ番組
- ニュース（FM大分、水曜日担当）
- Ready Go!KEIRIN（FM大分）
- Drive feel it（FM大分） - リポーター担当
- Smile×2（FM大分）
- かんさいミュージックBOX なみはな（NHK-FM、2016年度）
- WEEKEND PLUS（FM802、2017年4月 - 2018年3月）
- Night Groomin'（FM802、2018年4月 - 2020年3月、Abemaラジオチャンネルでも同時配信）
- AWESOME FRIDAYS（FM802、2018年4月 -2023年3月）
- Grace Place（FM802、2020年4月 - 2025年3月）